# St. Michael (Bergheim)

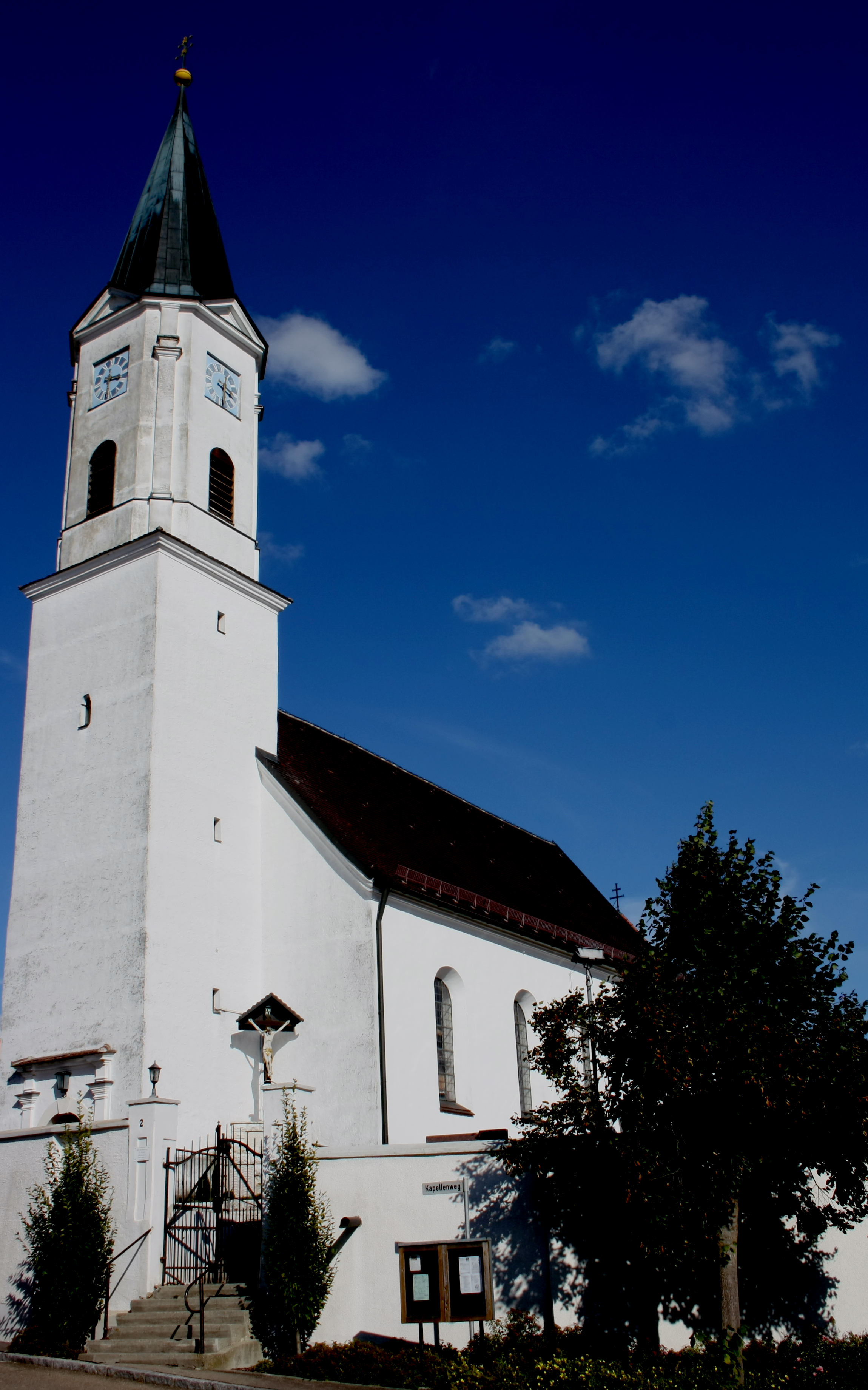
St. Michael in Bergheim

Die römisch-katholische Pfarrkirche St. Michael steht in Bergheim, einem Gemeindeteil von Mödingen im schwäbischen Landkreis Dillingen an der Donau von Bayern. Das Bauwerk ist in der Liste der Baudenkmäler in Mödingen als Baudenkmal unter der Nr. D-7-73-147-5 eingetragen. Die Pfarrei gehört zum Dekanat Dillingen des Bistums Augsburg.

## Beschreibung
Die 1731–37 errichtete Saalkirche besteht aus einem Langhaus, einem eingezogenen, dreiseitig geschlossenen Chor im Osten und einem Kirchturm im Westen, dessen untere Geschosse aus dem 14./15. Jahrhundert stammen. Er wurde 1784 um ein Geschoss aufgestockt, dessen abgeschrägte Ecken mit Pilastern verziert sind. Es beherbergt die Turmuhr und den Glockenstuhl. Die ursprüngliche Zwiebelhaube wurde 1851 durch einen spitzen Helm zwischen den Giebeln ersetzt.
Der Innenraum ist mit einer Flachdecke überspannt. Die 1883 ausgeführten Deckenmalereien im Langhaus stammen von Peter Dagn. Zur Kirchenausstattung gehören der Hochaltar und die Kanzel, die um 1740/50 errichtet wurden. Ein Ölgemälde, auf dem der heilige Aloisius dargestellt ist, stammt von Konrad Huber.